# Fontenay-lès-Briis
Fontenay-lès-Briis  [fɔ̃t̪ǝnɛ lɛ bʁis] je francouzská obec v departementu Essonne v regionu Île-de-France.

## Poloha
Obec Fontenay-lès-Briis se nachází asi 30 km jihozápadně od Paříže. Obklopují ji obce Janvry na severu, Marcoussis na severovýchodě, Bruyères-le-Châtel od východu na jih, Courson-Monteloup a Saint-Maurice-Montcouronne na jihozápadě a Briis-sous-Forges na západě a na severozápadě.

## Pamětihodnosti
- Kostel sv. Martina z Tours
- Zámek, který je v majetku RATP

## Vývoj počtu obyvatel
Počet obyvatel